# Paracypha unimaculata
Paracypha unimaculata är en trollsländeart som först beskrevs av Selys 1853.  Paracypha unimaculata ingår i släktet Paracypha och familjen Chlorocyphidae. Inga underarter finns listade i Catalogue of Life.